# Hugh Cairns (1er comte Cairns)
Pour les articles homonymes, voir Cairns (homonymie).
Hugh McCalmont Cairns, 1er comte Cairns (27 décembre 1819-2 avril 1885) est un homme d'État britannique d'origine irlandaise qui est Lord grand chancelier pendant les deux premiers ministères de Benjamin Disraeli. Il est l'un des hommes d'État conservateurs les plus éminents de la Chambre des lords pendant cette période victorienne. Il est le dix-septième chancelier de l'Université de Dublin entre 1867 et 1885.

## Jeunesse et éducation

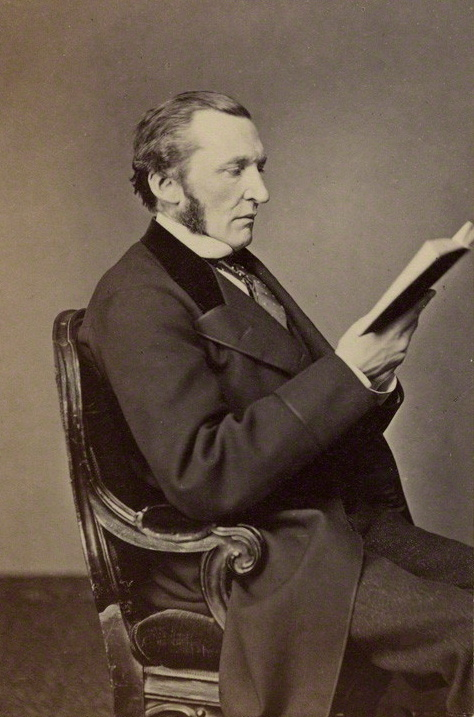
Lord Cairns dans les années 1860.

Cairns est né à Cultra, Comté de Down, en Irlande. Son père, William Cairns, ancien capitaine du 47e régiment, est issu d'une famille d'origine écossaise qui s'est installée en Irlande vers 1715. Hugh Cairns est le deuxième fils et fait ses études à la Belfast Academy et au Trinity College de Dublin, où il obtient son diplôme en classiques en 1838. En 1844, il est appelé au barreau par le Middle Temple, qu'il a rejoint après être passé à Lincoln's Inn.

## Carrière juridique et politique
Au cours de ses premières années au barreau de la cour de chancellerie, Cairns montre peu d'éloquence. Cependant, en 1852, il entre au Parlement en tant que député de Belfast, et il devient Conseiller de la reine en 1856. En 1858, il est nommé solliciteur général et fait chevalier. En mai de la même année, il prononce deux de ses discours les plus brillants et les plus mémorables à la Chambre des communes. Dans le premier, il défend l'action de Lord Ellenborough, qui, en tant que président de la Commission de contrôle, a non seulement censuré Charles Canning pour une proclamation qu'il avait émise en tant que Gouverneur général des Indes, mais rend public l'envoi dans lequel la censure a été transmis. À l'autre occasion mentionnée, Cairns s'est opposé à l'amendement de Lord John Russell à la motion pour la deuxième lecture du projet de loi de réforme du gouvernement, obtenant l'approbation de Benjamin Disraeli. L'appréciation de Disraeli a trouvé l'occasion de se manifester quelques années plus tard, quand en 1868, il l'invite à devenir lord chancelier dans la brève administration conservatrice qui suivit la démission de lord Derby de la direction du parti. Pendant ce temps, Cairns a maintenu sa réputation dans le débat, tant lorsque son parti était au pouvoir que lorsqu'il était dans l'opposition.
En 1866, Lord Derby, de retour au pouvoir, nomme Cairns procureur général. Alors qu'il est Lord Justice, on lui offre une pairie, et bien qu'au début incapable de l'accepter, il l'a finalement fait lorsqu'un parent lui fournit les moyens nécessaires à la dotation d'un titre. La nomination du baron Cairns comme lord chancelier en 1868 signifie de remplacer Lord Chelmsford, un acte apparemment accompli par Disraeli avec peu de tact. Chelmsford déclare qu'il a été renvoyé avec moins de courtoisie que s'il avait été majordome, mais le témoignage de Lord Malmesbury est que l'affaire est le résultat d'une entente conclue lorsque Lord Chelmsford prend ses fonctions. En 1869, Cairns succède à Lord Malmesbury à la tête de l'opposition conservatrice à la Chambre des lords.

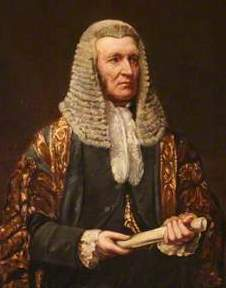
Lord Cairns en tant que Lord Chancellor, par Lowes Cato Dickinson.

Il s'était distingué aux Communes par sa résistance au projet de loi sur le serment des catholiques romains introduit en 1865; aux Lords, ses efforts en faveur de l'Église d'Irlande étaient tout aussi ardus. Peu de temps après, Lord Cairns démissionne de la direction de son parti à la chambre haute, mais l'a repris en 1870 et s'est opposé au Irish Land Bill cette année-là. Au retour au pouvoir des conservateurs en 1874, il redevient lord chancelier; en 1878, il est créé vicomte Garmoyle et comte Cairnsv et quitte ses fonctions en 1880.
Dans l'opposition, il ne joue pas un rôle aussi important que précédemment, mais lorsque Disraeli meurt en 1881, certains conservateurs estiment que sa prétention à diriger le parti est meilleure que celle de Lord Salisbury. Sa santé, jamais robuste, a pendant de nombreuses années montré des signes intermittents de faiblesse. Il a régulièrement effectué des retraites forcées sur la Riviera, et pendant de nombreuses années a eu une maison à Bournemouth, et c'est là qu'il est décédé.

## Famille
Lord Cairns épouse en 1856 Mary Harriet, fille aînée de John McNeill, de Parkmount, comté d'Antrim, avec qui il a cinq fils et deux filles. Son deuxième fils Arthur Cairns (2e comte Cairns), lui succède. Comme il ne laisse qu'une fille, le titre passe à ses deux frères cadets successifs, Herbert John Cairns (1863-1905), et Wilfred Dallas, quatrième comte (né en 1865).